# Pablo Jaime Galimberti di Vietri

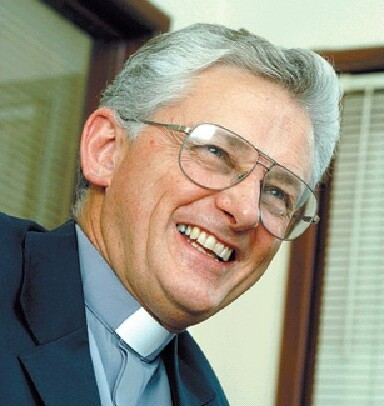
Pablo Galimberti

Wappen von Pablo Jaime Galimberti di Vietri

Pablo Jaime Galimberti di Vietri (* 8. Mai 1941 in Montevideo, Uruguay) ist ein uruguayischer Geistlicher und emeritierter römisch-katholischer Bischof von Salto.

## Leben
Pablo Jaime Galimberti di Vietri studierte nach dem Besuch des Knabenseminars von Montevideo am Theologischen Institut Monseñor Mariano Soler und am interdiözesanen Priesterseminar Cristo Rey Philosophie. Seine theologischen Studien absolvierte er von 1965 bis 1969 an der Päpstlichen Universität Gregoriana in Rom, an der er das Lizenziat in Dogmatik erwarb. Nach der Diakonenweihe verbrachte er ein halbes Jahr in St. Louis und war anschließend in einer Pfarrei in Montevideo tätig. Am 29. Mai 1971 empfing er das Sakrament der Priesterweihe für das Erzbistum Montevideo.
Nach seiner Priesterweihe lehrte er Dogmatik am Theologischen Institut Monseñor Mariano Soler und Religionsphänomenologie an der Katholischen Universität von Uruguay. Seit 1974 war er in der Priesterausbildung tätig.
Papst Johannes Paul II. ernannte ihn am 12. Dezember 1983 zum Bischof von San José de Mayo. Die Bischofsweihe spendete ihm der Apostolische Nuntius in Uruguay, Erzbischof Franco Brambilla, am 18. März des folgenden Jahres. Mitkonsekratoren waren der Erzbischof von Montevideo, Carlos Parteli Keller, und Raúl Horacio Scarrone Carrero, Weihbischof in Montevideo.
Von 1998 bis 2000 war er stellvertretender Vorsitzender, in den Jahren 2001 bis 2003 Generalsekretär und anschließend Vorsitzender der uruguayischen Bischofskonferenz (Conferencia Episcopal del Uruguay). Zudem war er Vize-Präsident der Confraternidad Judeo–Cristiana de Uruguay. Für zwei fünfjährige Amtszeiten war er Mitglied der Kongregation für den Klerus sowie fünf Jahre lang Konsultor des päpstlichen Rates für den Dialog mit den Nichtglaubenden.
Papst Benedikt XVI. ernannte ihn am 16. Mai 2006 zum Bischof von Salto.
Papst Franziskus nahm am 24. Juli 2018 seinen altersbedingten Rücktritt an.